# Festival de Cine Alemán
El Festival de Cine Alemán es un festival de cine que se celebra en Ludwigshafener desde 2005 en dos carpas de cine. Hasta 2016 se celebraba en junio, pero coincidía con el Festival de Cine de Múnich y se vio afectado en numerosas ocasiones por las inundaciones del río Rin. La decimotercera edición se celebró del 30 de agosto al 17 de septiembre de 2017.

## Historia
En su primer año, el festival contó con 10 000 visitantes. Las "Strandgesprächen" (charlas en la playa) se convirtieron en el punto de encuentro de jóvenes directores, productores, distribuidores y actores alemanes. En su segundo año, el número de visitantes ascendió a  17 000. Las “Strandgesprächen” del año anterior dieron lugar a una escuela de verano, escuela maestra en la que cineastas alemanes podrían intercambiar sus ideas.
En su quinto año el número de visitantes se triplicó, recibiendo la visita de más de 30 000 visitantes. Los asistentes fueron, entre otros, Hannelore Elsner, que recibió el «Premio a la actuación», Senta Berger, que presentó su nueva película y Werner Schroeter. Esta fue una de sus últimas apariciones ya que falleció en abril de 2010.
Desde 2011, el «Premio de Cinematografía» también se puede otorgar no solo a producciones cinematográficas o producciones mixtas de cine y televisión, sino también a producciones televisivas de Alemania. En 2010, Moritz Bleibtreu recibió el «Premio a la actuación». En el séptimo año, el festival contó con 39 000 visitantes. 
En la octava edición del festival, acudieron 50 000 espectadores. El «Premio de Cinematografía» fue para la película Für Elise de Wolfgang Dinslage. El «Premio a la actuación» fue para Otto Sander y Sandra Hüller.
La novena edición del festival logró un considerable aumento en el número de visitantes, alcanzando los 64 000 espectadores. La inundación Del Río Rin a finales de mayo y principios de junio de 2013 afectó a la sede, alcanzando los dos metros de altura. Debido a que la zona seguía inundada el 4 de junio de 2013 y que los suelos se habían ablandado, la estabilidad de los árboles de la zona no estaba garantizada, por lo que el festival se trasladó a una zona industrial abandonada de Luitpoldhafen, cerca del Parkinsel.
En la décima edición del festival se entregó por primera vez el premio a Cultura mediática de Ludwigshafen am Rein a los departamentos editoriales de la televisión por ser los principales creadores de nuevas producciones televisivas,  esenciales para la preservación de la cultura mediática en Alemania. 
En 2016 se vendieron 112 000 entradas, frente a las 88 000 del año anterior. Al evento acudieron 500 profesionales aproximadamente y se presentaron 245 proyecciones y 90 conferencias cinematográficas.

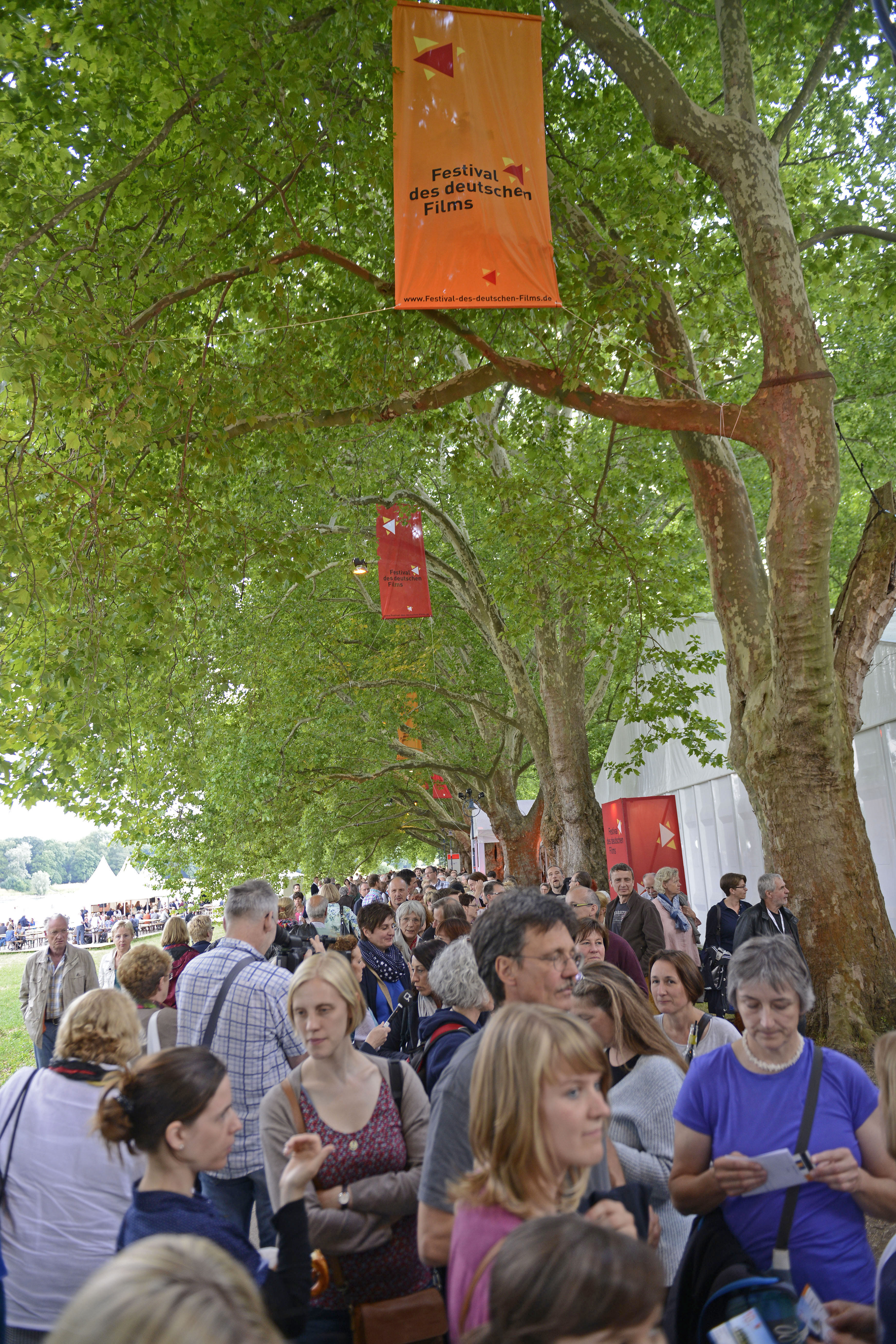
Visitantes en 2014
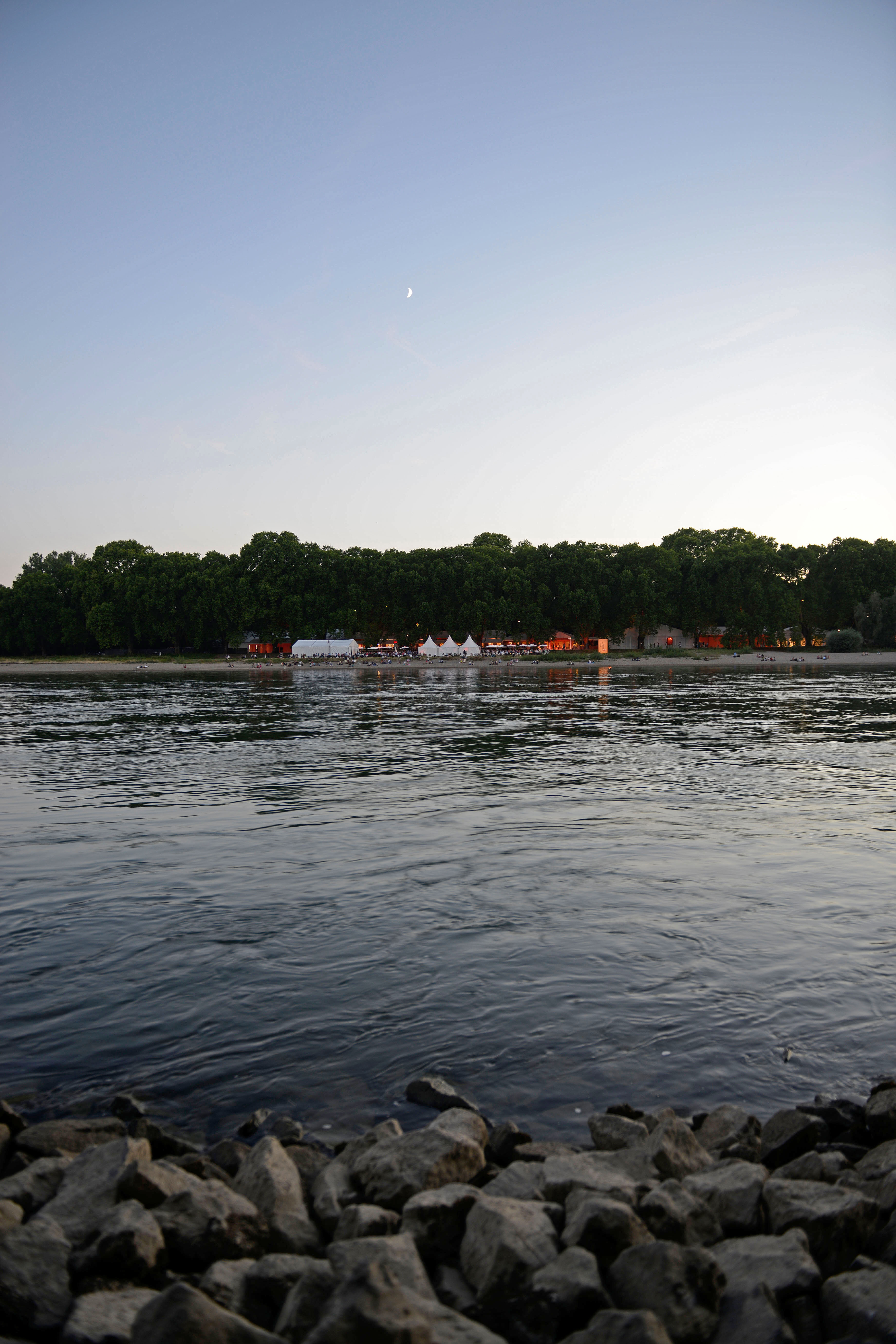
Vistas desde la tienda
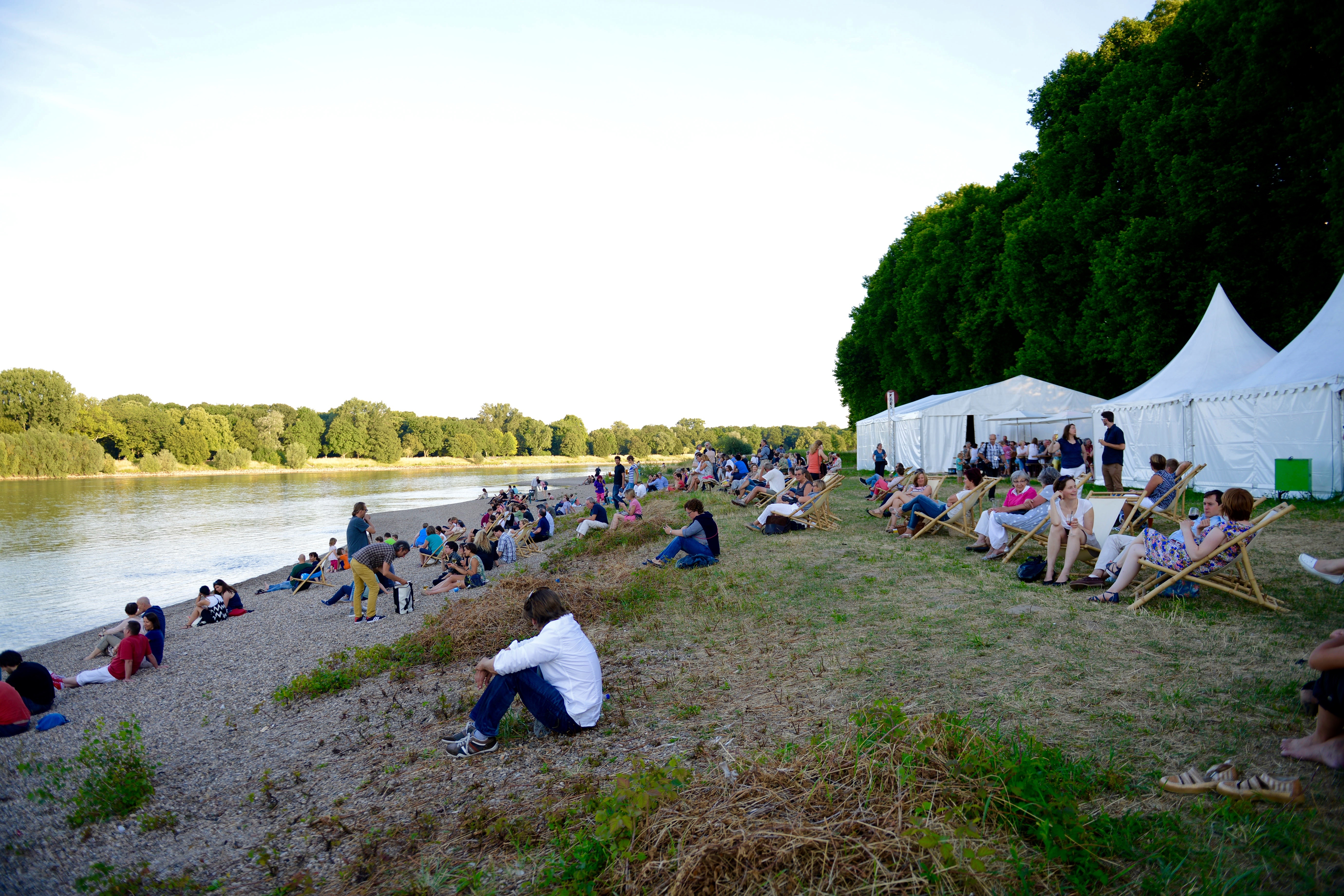
Visitantes de 2014 disfrutan del paisaje del Rin
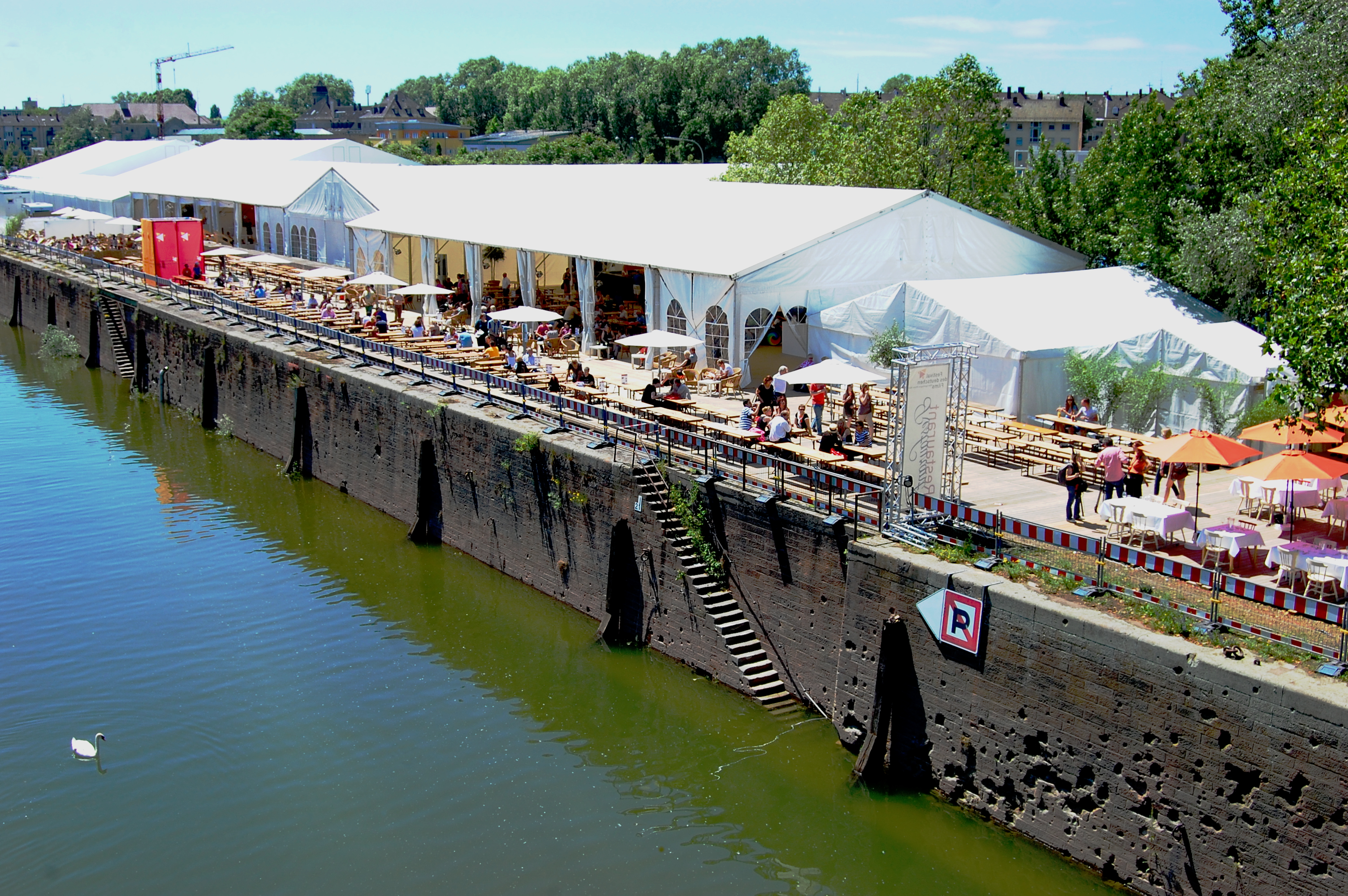
Celebración del festival en emplazamiento debido a las inundaciones

## Director del festival
- Desde 2005 Michael Kötz

## Premios
- Premio de cinematografía – dotación económica de 50 000 €. Un jurado de expertos independiente y recientemente nombrado compuesto por personalidades del cine alemán otorga el premio a la mejor película alemana de valentía y personalidad.[1]

- Premio a la actuación – desde 2005, el mismo jurado otorga un premio sin dotación económica a actores de cine alemán que han mostrado carácter y personalidad.
- Premio del público – un premio otorgado por la audiencia por valor de 10 000 €.

- Ayudas para la distribución – dotación económica de 30 000 €. Compiten todas las películas nominadas a este premio. El requisito previo es que las películas se puedan proyectar en cines durante un año desde la concesión del premio.
- Premio Ludwigshafen de guiones – premio sin dotación económica entregado por primera vez en 2013.

- Premio a los medios de comunicación de Ludwingshafen am  Rhein – Concurso de producciones de telefilmes.

- El Premio de Cine Infantil Der goldene Nils (del Nils Nager Club) se lleva otorgando desde 2014. El jurado está formado por niños de entre ocho y doce años, así como por editores del Rheinpfalz y por el comisario Rolf-Rüdiger Hamacher.